# В стране невыученных уроков
«В стране невыученных уроков» — советский рисованный мультфильм киностудии «Союзмультфильм» 1969 года, снятый по мотивам одноимённой повести Лии Гераскиной.

## Сюжет
Лентяй и двоечник Виктор Перестукин не желает учиться, а хочет приключений. Однажды его желание сбывается — его собственные школьные учебники отправляют Перестукина в Страну невыученных уроков, но ставят условие: если он не справится с трудностями и опасностями, которые его ожидают в пути, то останется в этой стране навсегда.
В Стране невыученных уроков Витя Перестукин встречается со своими прежними школьными ошибками — коровой, которую он назвал «плотоядным животным», целым землекопом и половиной его товарища из неправильно решённой задачи, попавшим на юг белым медведем.
В конце приключений во Дворце грамматики, где живут Глагол повелительного наклонения со своей подданной — говорящей запятой, его ожидала самая большая опасность: в приговоре «казнить нельзя помиловать» было необходимо правильно поставить запятую. Витя успешно справился с последним заданием, вернулся домой и решил впредь хорошо учиться.

## Создатели
| Автор сценария             | Лия Гераскина |
| Режиссёр                   | Юрий Прытков |
| Художник-постановщик       | Александр Волков |
| Композитор                 | Нектариос Чаргейшвили |
| Оператор                   | Михаил Друян |
| Звукооператор              | Борис Фильчиков |
| Редактор                   | Аркадий Снесарев |
| Монтажёр                   | Елена Тертычная |
| Ассистенты:                | Алла Горева, Н. Орлова, Н. Наяшкова |
| Художники-мультипликаторы: | Владимир Арбеков, Виктор Лихачёв, Игорь Подгорский (в титрах — П. Подгорский), Светлана Жутовская, Рената Миренкова, Марина Восканьянц, Анатолий Солин, Леонид Каюков, Галина Баринова |
| Художники:                 | В. Максимович, Аркадий Шер, О. Голеницкая, Вера Харитонова, Елена Танненберг |
| Актёры:                    | Мария Виноградова — Виктор Перестукин Николай Литвинов — Радиоприёмник Леонид Харитонов — Кот Кузя Анастасия Георгиевская — Корова Григорий Шпигель — Восклицательный и Вопросительный Знаки Алексей Грибов — Глагол повелительного наклонения Клара Румянова — Запятая; «География» Анатолий Папанов — Землекопы; Белый медведь Александр Баранов — «Арифметика» |
| Директор картины           | А. Зорина |